# Південний (Гомельська область)
Південний (біл. Паўднёвы) — селище в Оздзелинській сільраді Гомельського району Гомельської області Білорусі.
До 30 липня 1964 року — Нехоцеєвка (біл. Нехацяеўка).

## Географія

### Розташування
В 6 км від залізничної станції Лазурна (на лінії Жлобин — Гомель), 12 км на північний захід від Гомеля.

## Історія
Засноване селище на початку 1920-х років переселенцями з сусідніх сіл. У 1932 році жителі вступили в колгосп. Під час німецько-радянської війни 18 жителів загинули на фронті. У складі колгоспу «Червоний маяк» (центр — село Роги).

## Населення
- 2004 — 19 господарств, 36 жителів.